# ليلة قاسية (فلم)
ليلة قاسية (بالإنجليزية: Rough Night) هو فيلم كوميديا سوداء تم إنتاجه في سنة 2017 وهو من إخراج لوسيا أنيلو، وبطولة سكارليت جوهانسون، كيت مكينون، زوي كرافيتز، جيليان بيل، ديمي مور ، إلانا غليزر.

## القصة
خمس صديقات مُقربات منذ أيام الجامعة يلتم شملهن بعد عشر أعوام في حفل توديع عزوبية تُقيمنَّه على شاطئ (ميامي). ولكن الحفل يتخذ منحنى درامي كئيب بعد قتلهن راقصًا متعريًا عن طريق الخطأ في الحفل. وفي هذا الجنون الصاخب، بينما تحاولن الصديقات تغطية الجريمة، تصبحن مُقربات لبعضهن البعض أكثر فأكثر عندما تتطلب الأمور ذلك.

## البطولة
- سكارليت جوهانسون بدور جيس
- كيت مكينون بدور بيبا
- زوي كرافيتز بدور بلير
- جيليان بيل بدور أليس
- ديمي مور بدور ليا

## روابط خارجية
- مقالات تستعمل روابط فنية بلا صلة مع ويكي بيانات